# Piet Kee
Piet Kee (Zaandam (Holanda del Nord), 30 d'agost, 1927 - Haarlem (Holanda del Nord), 25 de maig, 2018), va ser un organista i compositor neerlandès.

## Biografia
Piet Kee era fill del compositor Cor Kee i de la cantant ocasional Wilhelmina Sibbelina Spits. Va estudiar piano, orgue i composició al Conservatori d'Amsterdam. Va guanyar el premi del concurs internacional d'improvisació de Haarlem tres vegades seguides (1953, 1954, 1955). També va prendre classes durant un temps de direcció i instrumentació, amb Piet A. van Mever. Va ensenyar al Conservatori Sweelinck d'Amsterdam del 1954 al 1988. De 1952 a 1987 va ser organista a la Laurenskirche d'Alkmaar i de 1956 a 1989 organista de la ciutat a l'orgue Christian Müller de l'església de St. Bavo a Haarlem. Kee va compondre especialment música d'orgue, cor i carilló.
El 1952 va esdevenir organista de la Grote o Sint-Laurenskerk d'Alkmaar i va romandre així fins al 1986. Del 1956 al 1989 també va ser, juntament amb Albert de Klerk, com a organista de la ciutat a Haarlem, l'intèrpret permanent de l'orgue principal de Christian Müller a la "Grote of Sint -Bavokerk" de Haarlem de  i com a organista del Concertgebouw també de Haarlem amb l'orgue d'Aristides Cavaillé-Coll.
El 1954 va ser nomenat professor principal de matèria d'orgue al Conservatori d'Amsterdam. Entre els seus estudiants hi havia David Adams, Henco de Berg (Bach), Harm Hoeve, Jan Jongepier, Ewald Kooiman, Jos van der Kooy, Jan Van Landeghem, Karl Maureen, Wim de Ruiter, Masaaki Suzuki i Willem van Twillert.
Kee era conegut per la seva gran capacitat per a la improvisació. Tres vegades seguides, els anys 1953, 1954 i 1955, va guanyar el Concurs Internacional d'Improvisació per a Organistes a Haarlem, en el qual la improvisació va ser una part important. A més, va ser professor durant molts anys a l'Acadèmia Internacional d'Estiu d'Organistes, juntament amb el concurs d'improvisació de l'International Organ Festival Haarlem.
Sovint donava concerts al seu país i a l'estranger: per tot Europa, a Àsia, Amèrica i Austràlia. També va participar en concursos internacionals d'orgue. El 1967 va ser membre del jurat del concurs internacional d'orgue de Bruges, dins del Festival de Música Antiga.
Va escriure articles sobre el simbolisme dels números en ostinati en la música barroca, principalment de Bach i Buxtehude. Es van publicar a la revista "Het Orgel" el 1983-1986 i es van traduir a diversos idiomes.

## Homenatge
- 1960: Medalla Bach de la Fundació Harriet Cohen de Londres
- 1988: Fellowship honoris causa del Royal College of Organists de Londres, al mateix temps que Olivier Messiaen.

## Vida personal
L'agost de 1949 es va casar per primera vegada amb Freya Irma Lydia Lemaire. Junts van tenir tres fills. Piet i Freya es van divorciar més tard. Després es va casar amb Els Hendrikse, funcionaria del municipi de Haarlem i fins a la seva jubilació, organitzadora del Festival Internacional d'Orgue Haarlem.

## Composicions (selecció)
Orgue

- Triptiek op Psalm 86 (1960)
- Twee orgelstukken: Fantasia op "Wachet Auf" - Coral Passió (1962)
- Quatre peces per a manuals: Praeludium - Ciacona - Coral "Aus tiefer Not schrei ich zu dir" - Epilog (1966)
- Intrada per a dos òrgans op "Erschienen ist der herrlich Tag"
- Gedenck-Clanck 76 - Oda a Valerius basada en tres cançons holandeses (1976)
- Bios  - en set moviments (1995)
- The Organ - sobre pintures de Pieter Saenredam (2000)
- Cervus (Psalm 42) - per a orgue i harmònium (2006)
- Seventy Chords for Ewald - publicat a “Assajos en honor a Ewald Kooiman" (2008)
- Voluntary' (2009)

Orgue amb altres instruments

- Music and Space - per a dos orgues, tres trompetes i dos trombons (1969)
- Confrontation - per a l'orgue de l'església i tres orgues de carrer (1979)
- Network - per a orgue gran i petit, saxo alt i flauta dolça soprano(1996)
- Festival Spirit - per a orgue gran i quatre positius d'orgue, per a l'actuació dels membres del jurat del concurs del Festival Internacional d'Orgue de St. Albans, Regne Unit (2001)
- Bios II - per a violí, orgue i percussió (2002)
- Haarlem Concerto - per a orgue i orquestra (2005)
- Performance - per a saxo alt i orgue (2009)

Altres composicions

- The World - petit oratori sobre un text de Henry Vaughan, per a cor mixt, quatre solistes i continu (1999)
- Heaven - fantasia sobre un text de George Herbert per a cor mixt i dues sopranos eco (2000)
- Frans Hals Suite per a carilló: Loudpiece (Ringing Piece) - Sarabande per a Judith Leyster - Frans Hals Toccata (1990)
- Daaaee  per carilló (1999)
- Flight - per a flauta sola (1992)
- Opstreek (Up-bow) - per a violí i piano (1997)
- Winds - per a quintet de vent-fusta (2000)

## Discografia
Kee va fer diversos enregistraments d'orgues històrics als Països Baixos, Alemanya, Dinamarca i Espanya per al segell discogràfic britànic Chandos. Per exemple, va gravar obres d'orgue de César Franck per a aquest segell.